# Adolf Wermuth

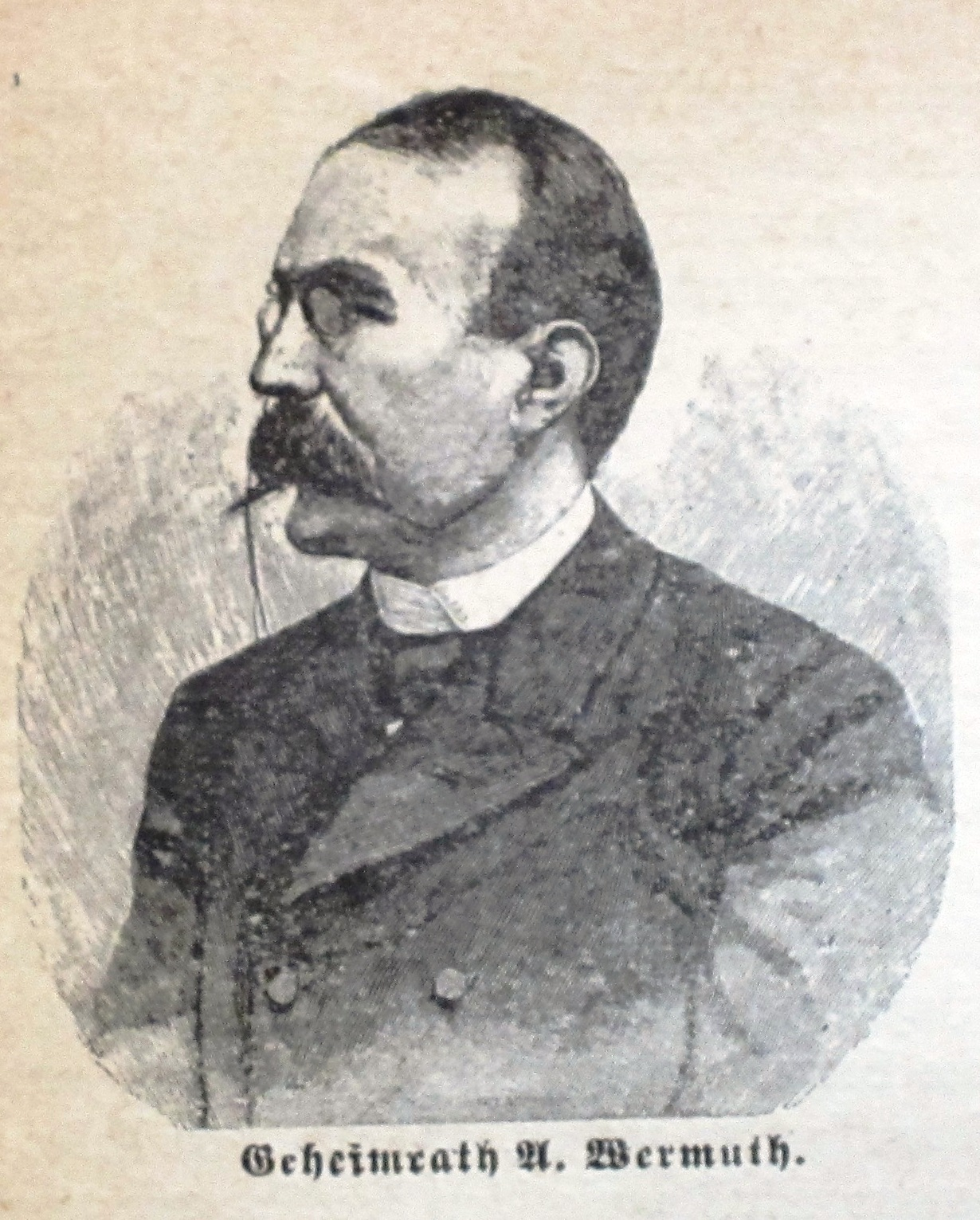
Adolf Wermuth (1893)

Adolf Wermuth (* 23. März 1855 in Hannover; † 11. Oktober 1927 in Berlin) war ein deutscher Jurist, Verwaltungsbeamter, parteiloser Politiker und Berliner Oberbürgermeister. Wermuth machte Berlin zur Weltstadt durch die von ihm betriebene Gründung Groß-Berlins 1920. Sie machte die deutsche Hauptstadt der Einwohnerzahl nach zur drittgrößten und der Fläche nach zur zweitgrößten Stadt der Erde.

## Leben und Beruf

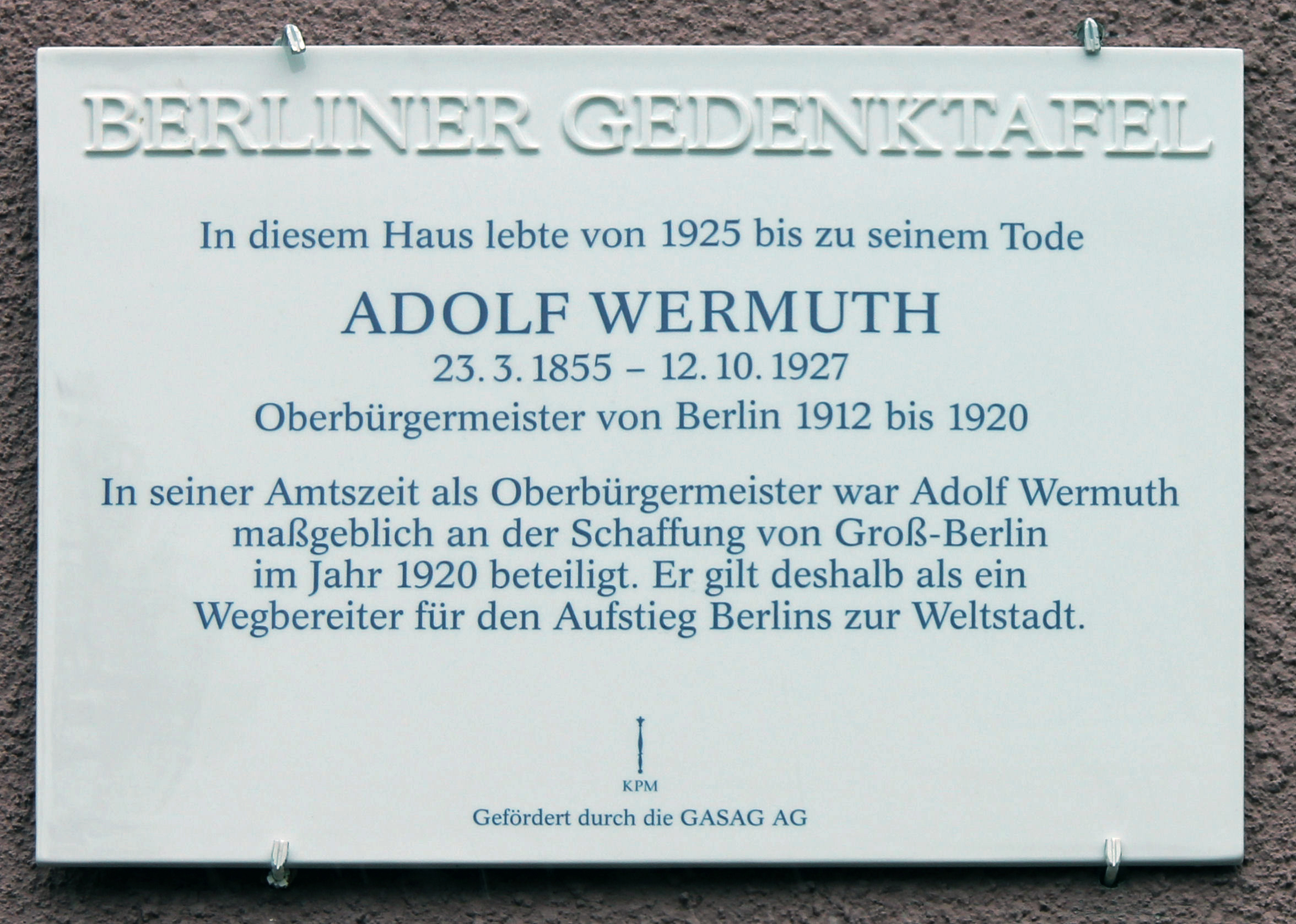
Berliner Gedenktafel am Haus, Enzianstraße 2, in Berlin-Lichterfelde

Wermuth wurde als Sohn des Polizeidirektors Karl Wermuth in eine bürgerliche Familie mit monarchistischer Gesinnung geboren. Nach dem Abitur am Gymnasium Andreanum in Hildesheim nahm er ein Studium der Rechtswissenschaften an den Universitäten in Leipzig, Heidelberg und Göttingen auf, das er mit beiden juristischen Staatsexamen sowie mit der Promotion zum Dr. jur. beendete. Anschließend trat er als Regierungsassessor in den preußischen Staatsdienst ein, arbeitete zunächst als Amtsrichter in Peine und war später in Oppeln tätig. 1883 wechselte er in das Reichsamt des Innern. Dort beteiligte er sich am Aufbau des Reichswetterdienstes und fungierte nach Abschluss des Helgoland-Sansibar-Vertrages 1890/91 als Interimsverwalter für die Insel Helgoland. Des Weiteren übernahm er in der Funktion eines Reichskommissars die Leitung über die deutschen Beiträge für die Weltausstellungen in Melbourne (Centennial Exhibition of Melbourne, 1888) und Chicago (World Columbian Exposition, 1893). 1908 erhielt er seine Ernennung zum Wirklichen Geheimen Rat.

### Abgeordneter
Wermuth war von 1912 bis 1918 Mitglied des Preußischen Herrenhauses.

### Öffentliche Ämter

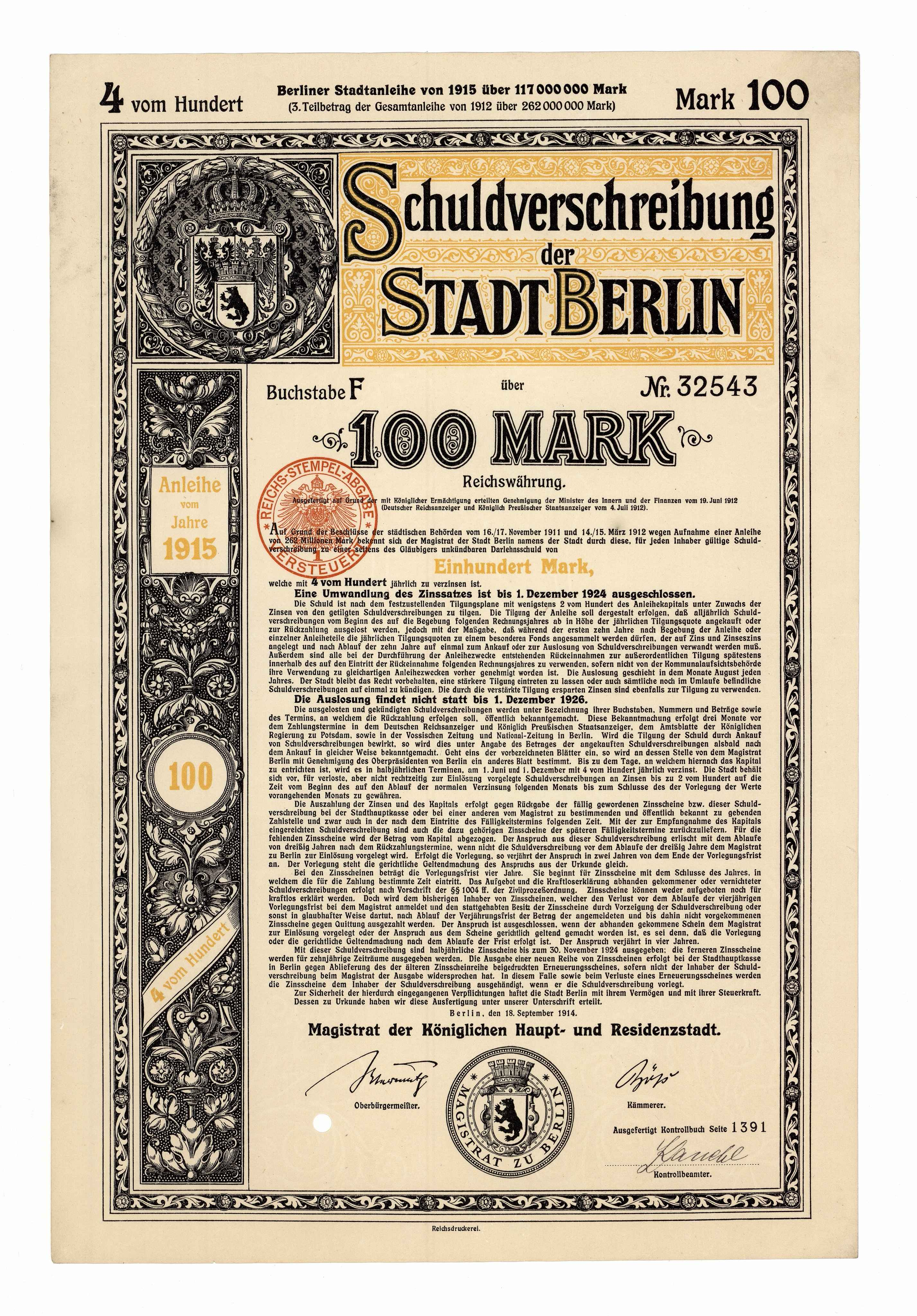
Schuldverschreibung der Stadt Berlin vom 18. September 1914 mit Unterschrift von Oberbürgermeister Adolf Wermuth

Wermuth war seit 1904 Unterstaatssekretär im Reichsschatzamt und wurde am 14. Juli 1909 als Staatssekretär in die von Reichskanzler Theobald von Bethmann Hollweg geführte Regierung des Deutschen Kaiserreiches berufen. Nachdem seine Forderung nach Erhöhung der Erbschaftssteuer vom Reichskanzler abgelehnt worden war, gab er am 15. März 1912 seinen Rücktritt bekannt und schied einen Tag später aus der Reichsregierung aus.
Im Mai 1912 wurde Wermuth von der Stadtverordnetenversammlung als Nachfolger von Martin Kirschner zum Oberbürgermeister der Stadt Berlin gewählt. Dieses Amt hatte er vom 1. September 1912 bis zum 25. November 1920 inne, seit Oktober 1920 als Oberbürgermeister der maßgeblich durch ihn selbst neustrukturierten Einheitsgemeinde Groß-Berlin. Außerdem war er von 1912 bis 1921 Vorsitzender des Deutschen Städtetages. In seine Amtszeit fiel unter anderem die Gründung des Stadtarchives, die Einführung des Goldenen Buches sowie die Planungen für die Eingemeindungen umliegender Ortschaften. Sein besonderes Verdienst lag in der Lebensmittelversorgung der Bevölkerung während und nach dem Ersten Weltkrieg. Indem er die Reichsleitung zur Einführung von Lebensmittelkarten veranlasste, konnte deren Rationierung eine einigermaßen ausgeglichene Lebensmittelverteilung bewirken.

## Lebensende

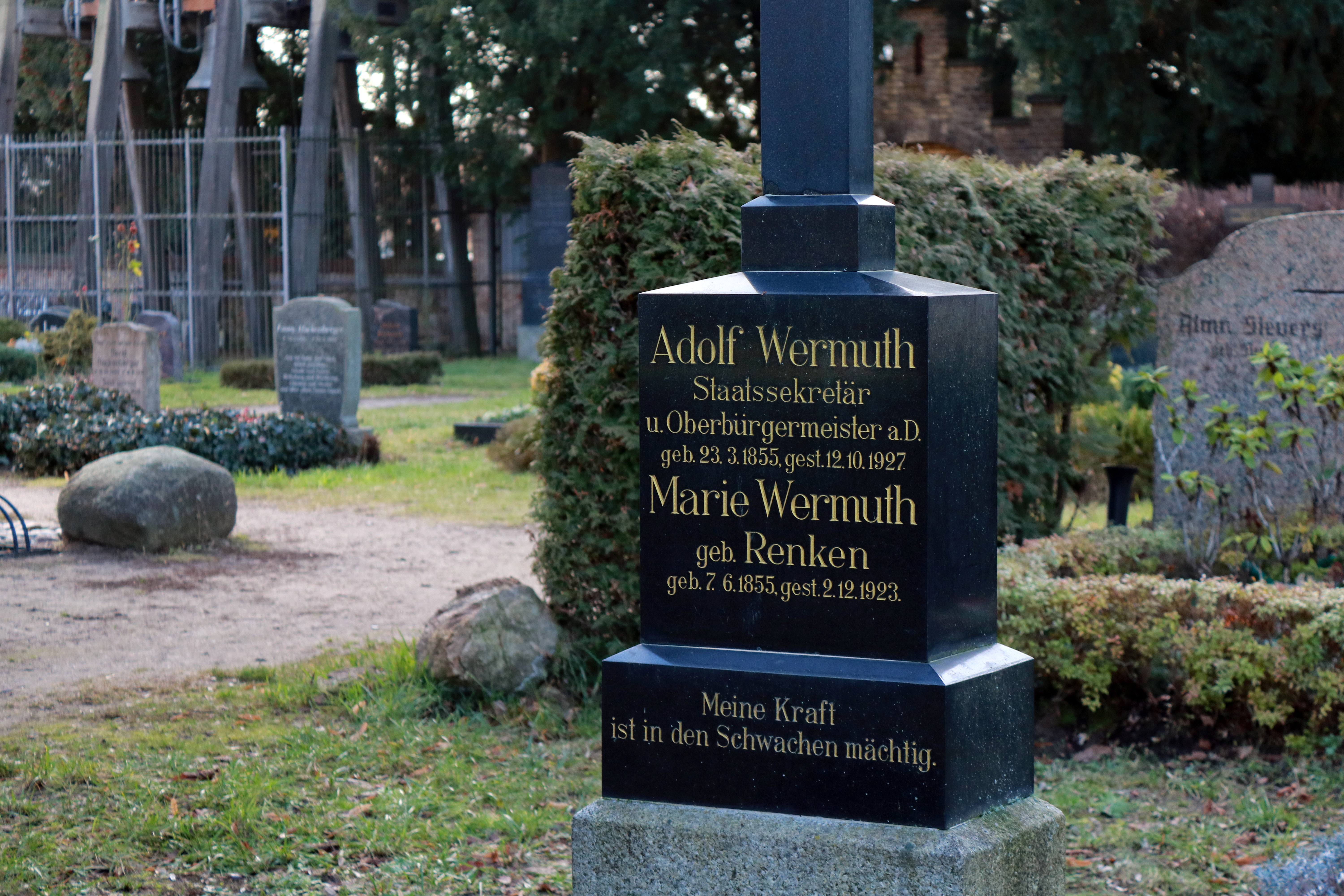
Grab von Adolf Wermuth auf dem Kirchhof der Schlosskirche in Berlin-Buch

Im November 1920 trat Wermuth, der in jenem Jahr noch einmal zum Oberbürgermeister wiedergewählt wurde, von seinem Amt zurück. Die bürgerlichen Parteien hatten einen Streik der Berliner Elektrizitätsarbeiter genutzt, um ihn anzugreifen, und auch Teile der Sozialdemokraten ließen den parteilosen Politiker fallen. Er gab seine Dienstwohnung im Schloss Buch auf und zog nach Berlin-Lichterfelde. Im Jahre 1927 verstarb Wermuth im Alter von 72 Jahren, vier Jahre nach seiner Frau Marie. Sein Grab befindet sich auf dem Kirchhof der Schlosskirche in Berlin-Buch.
Am 24. März 2020 beschloss der Senat von Berlin, das Grab Wermuths als Ehrengrab auszuzeichnen.

## Ehrungen
- 1910 Dezember 17 - Verleihung des Großkreuzes des großherzoglich hessischen Verdienstordens Philipps des Großmütigen.[5]
- In Berlin-Gropiusstadt existiert der Wermuthweg, der nach Adolf Wermuth benannt ist.
- In Berlin-Karlshorst befindet sich die Adolf-Wermuth-Allee.
- Anträge für ein Ehrengrab für Wermuth wurden von der Senatskanzlei des Regierenden Bürgermeisters von Berlin bisher zweimal abgelehnt.[1]
- Am 24. November 2020 wurde an seinem ehemaligen Wohnort, Berlin-Lichterfelde, Enzianstraße 2, eine Berliner Gedenktafel enthüllt.

## Veröffentlichungen
- Amtlicher Bericht über die Weltausstellung in Chicago 1893 erstattet vom Reichskommissar (Adolf Wermuth). 2 Bde. gedruckt in der Reichsdruckerei, Berlin 1894
- Börsengesetz vom 22. Juni 1896 nebst den dazu erlassenen Ausführungsbestimmungen. Text-Ausgabe mit Anmerkungen und Sachregister. Hrsg. von A. Wermuth und H. Brendel. J. Guttentag, Berlin 1897
- Deutsch-amerikanische Sympathie-Kundgebung im Berliner Rathaus am 11. August 1914. German-American Meeting of Sympathy in the Berlin City Hall, Aug., 11., 1914. Liebheit & Thiesen, Berlin 1914
- Festrede (zur Kaiser-Geburtstagsfeier am 27. Jan. 1918). Berlin 1918
- Ein Beamtenleben. Erinnerungen von Adolf Wermuth, früherem Reichsschatzsekretär, dann Oberbürgermeister von Berlin. August Scherl, Berlin 1922

## Belege
1. 1 2 3  Christian Hönicke, Lars Spannagel: Wie Groß-Berlin entstand: Berlins vergessener Vater. In: Der Tagesspiegel. 13. Januar 2019 (tagesspiegel.de [abgerufen am 23. Januar 2019]).
2. ↑  Zum Rücktritt des Berliner Oberbürgermeisters Wermuth, wird als „Opfer sozialistischer Uneinigkeit“ begründet, Vorwärts, 25. November 1920.
3. ↑  1. Weltkrieg: Ausstellung in Buch bei: pankower-allgemeine-zeitung.de, abgerufen am 18. Januar 2019.
4. ↑  Loriot und Günter Pfitzmann bekommen ein Ehrengrab. Senatskanzlei Berlin, 24. März 2020, abgerufen am 25. März 2020 (deutsch).
5. ↑  Großherzoglich Hessische Ordensliste 1914, S. 99.

| Personendaten    | Personendaten                                      |
| ---------------- | -------------------------------------------------- |
| NAME             | Wermuth, Adolf                                     |
| KURZBESCHREIBUNG | deutscher Jurist, Verwaltungsbeamter und Politiker |
| GEBURTSDATUM     | 23. März 1855                                      |
| GEBURTSORT       | Hannover                                           |
| STERBEDATUM      | 11. Oktober 1927                                   |
| STERBEORT        | Berlin                                             |